# Wix.com

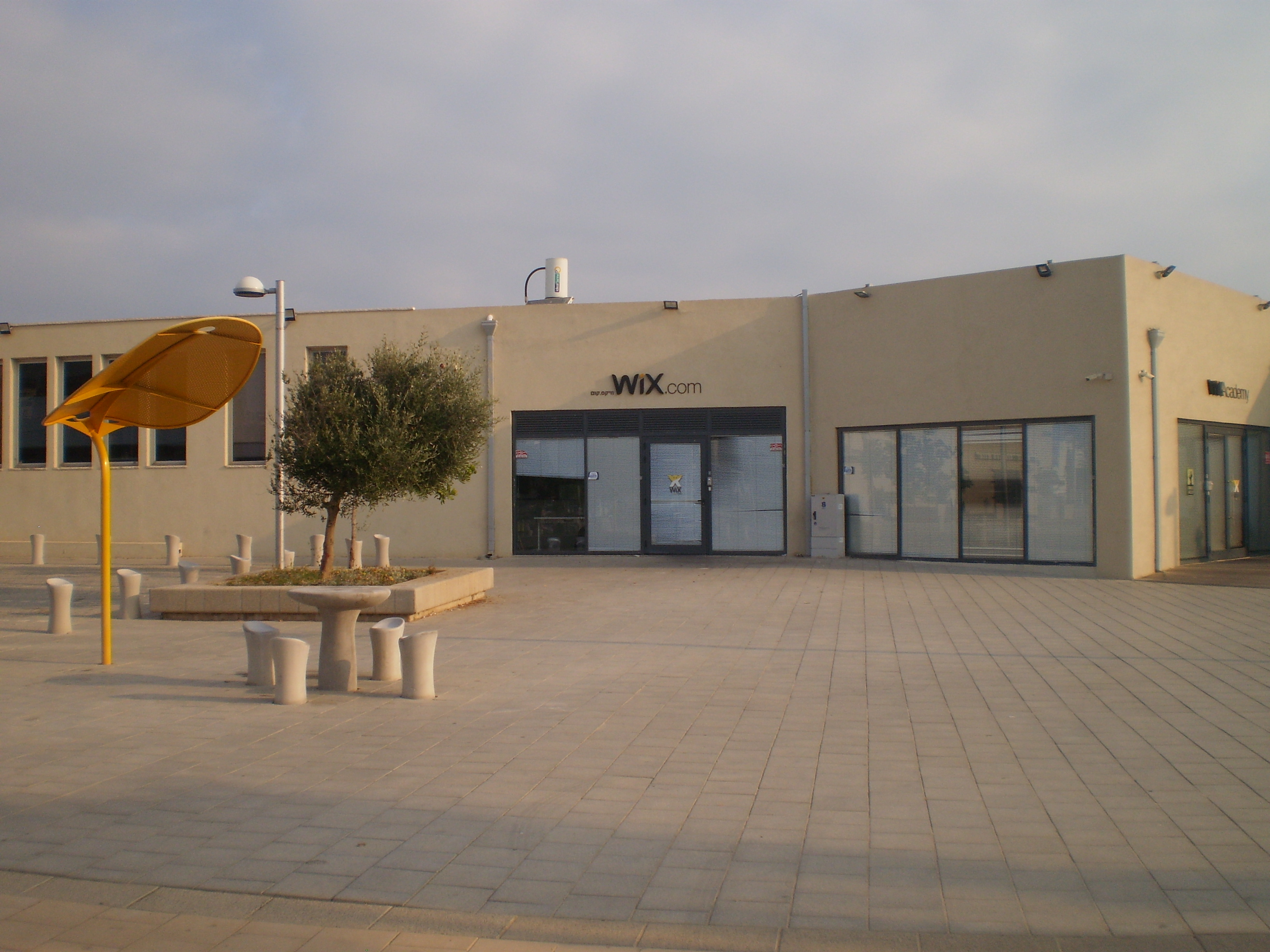
텔아비브 본사 모습

Wix.com(나스닥: WIX)은 2006년 이스라엘 텔아비브(Tel Aviv)에서 설립된 클라우드 기반의 무료 홈페이지 제작 사이트이다. 2013년 NASDAQ 상장 당시, Google, Apple 등의 IT 대기업에 매각했던 다른 이스라엘 스타트업들과 달리 기업공개(IPO)를 선택해 주목을 받았다. '코딩이나 디자인이 필요 없는 드래그-앤-드롭 방식'의 손쉬운 HTML5 템플릿 편집 방식으로 시작한 Wix는 2016년 인공지능 방식의 자동 홈페이지 제작 솔루션 ADI(Artificial Design Intelligence) 기능을 선보였으며, 지난 2019년 4월 Google 개발자 컨퍼런스에서 전문가 코딩을 지원하는 Corvid By Wix 서비스 출시를 발표했다(2018년 공개한 전신 Wix Code의 리브랜딩 제품). 2019년 기준으로 전 세계 190개국, 1억 5,000만 명의 회원을 보유하고 있다. 한국 회원은 2019년 기준 약 130만 명 수준으로 알려져 있다. 프리미엄(Freemium) 방식의 수익 구조로 홈페이지 제작은 무료이지만, 이후 맞춤형 도메인 연결, Wix 광고 제거, 온라인 쇼핑몰 등 일부 기능을 사용하기 위해서는 유료로 전환해야 한다. 서비스는 한국어를 비롯한 약 20개 언어로 지원된다. 2018년 매출 및 순이익은 약 6억 달러, 약 5,000만 달러로 집계되었다. 주가는 2025년 3월 중반 현재는 170달러 이상.

## 경쟁 사이트
비슷한 서비스를 제공하는 사이트로 Webnode, WordPress, Weebly, Squarespace, GoDaddy, Creatorlink가 있다. Wix는 이중 유일하게 나스닥에 상장되었다.